# Associazione Sportiva Cisco Roma
Associazione Sportiva Cisco Roma (rebatizado como Atletico Roma Football Club) foi um clube de futebol italiano, sediado na cidade de Roma. Jogou suas partidas no Stadio Flaminio, com capacidade para 32.000 espectadores.

## História
O clube era o homônimo do bairro Collatino de Roma, bem como da zona Tor Sapienza de Roma. O Cisco Tor Sapienza foi adquirido pelo grupo Cisco Italia em 1998. Antes da aquisição, o clube era conhecido como Nuova Tor Sapienza Calcio.
Cisco Collatino venceu o Eccellenza Lazio de 2001–02 em meados de 2002 e foi promovido à Série D de 2002–03.[carece de fontes?]
Em 2003, o Cisco Collatino fundiu-se com um clube menor e renomeou-se Cisco Calcio Roma.[carece de fontes?]
Após a fusão de 2003, havia homônimos GS Cisco Collatino A.S.D. que era uma academia de juniores, bem como um clube de futebol de cinco Cisco Collatino Futsal.[carece de fontes?]

### A.S. Cisco Calcio Roma (2003–04)
Foi fundada em 2003 por uma fusão da A.S. Cisco Collatino e A.Pol. Bufalotta. Este último era um homônimo da área Bufalotta de Roma. O clube terminou em 10º na Série D de 2003-04 no Grupo F.
Em 2004, a Cisco Calcio Roma fundiu-se com a A.S. Lodigiani apesar da A.S. Lodigiani foi a entidade legal sobrevivente, Cisco Calcio Roma foi a marca sobrevivente.

### A.S. Cisco Lodigiani (2004–05)
Em concreto, a licença de A.S. Lodigiani foi renomeado para A.S. Cisco Lodigiani em 2004, que foi revertido para Cisco Calcio Roma em 2005. Embora a licença de A.S. Cisco Calcio Roma foi vendido em 2004, para se tornar A.S.D. Frascati Calcio, que se tornou Lupa Frascati em 2006.
Os embaralhamentos fizeram o desaparecimento de Lodigiani, enquanto Cisco conseguiu uma "promoção" à liga profissional, enquanto Lupa Frascati evitou o rebaixamento da Série D, bem como a criação do U.S.D. Tor di Quinto usando a licença da antiga Lupa Frascati.

### A.S. Cisco Calcio Roma (2005–2010)
Cisco Roma jogou de 2005-06 a 2009-10 na Lega Pro Seconda Divisione (ex-Série C2), embora tenha começado a temporada 2006-07 da Série C2 com grandes ambições de promoção, após assinar com o ex-estrela do West Ham e Lazio Paolo Di Canio : terminou em 2º lugar no Grupo C da Série C2, mas perdeu para o Reggiana nas semifinais dos playoffs de promoção. Em 2007, Di Canio foi acompanhado pelo então atacante internacional maltês Daniel Bogdanović.
Em 11 de junho de 2009, foi comprado por Mario e Davide Ciaccia, que relançou imediatamente o time que, de fato, no final da temporada 2009-10 da Lega Pro Seconda Divisione, foi promovido à Prima Divisione como vencedor do play-off.[carece de fontes?]

### Atlético Roma F.C. (2010–11)
Em 7 de julho de 2010, o clube mudou seu nome para Atlético Roma F.C. e suas cores para o azul e o branco, para se distanciar da história da Lodigiani e abandonar um nome corporativo, já que tanto a Lodigiani quanto a Cisco são empresas sediadas em Roma.[carece de fontes?]
Em 18 de julho de 2011, o Atlético Roma F.C. foi excluído da Lega Pro Prima Divisione por decisão do Conselho Federal da Federação Italiana de Futebol.

## Símbolos

### Cores
As cores da equipe eram vermelho e branco na era A.S. Cisco Calcio Roma. Foi alterado para azul e branco na temporada 2010-11 na era Atlético Roma.[carece de fontes?]

### Escudo
Na era Cisco Calcio Roma, o clube usava um escudo que lembrava o A.S. Lodigiani. Na segunda versão do logo, trazia um tigre e 1972, ano de fundação da A.S. Lodigiani. Na era Atlético Roma o clube ainda manteve o ano de 1972 no logotipo.
O Cisco Collatino Futsal, homônimo do predecessor do Cisco Roma, Cisco Collatino, usou o mesmo logotipo do tigre, mas com o nome do seu próprio clube e o ano de 1968.[carece de fontes?]